# Goshen, Kentucky
Goshen är en ort i Oldham County, Kentucky, USA. År 2000 hade orten 907 invånare. Den har enligt United States Census Bureau en area på 0,5 km², allt är land.
Goshen är välkänt för sin omfattande uppfödning av travhästar.